# Videotex

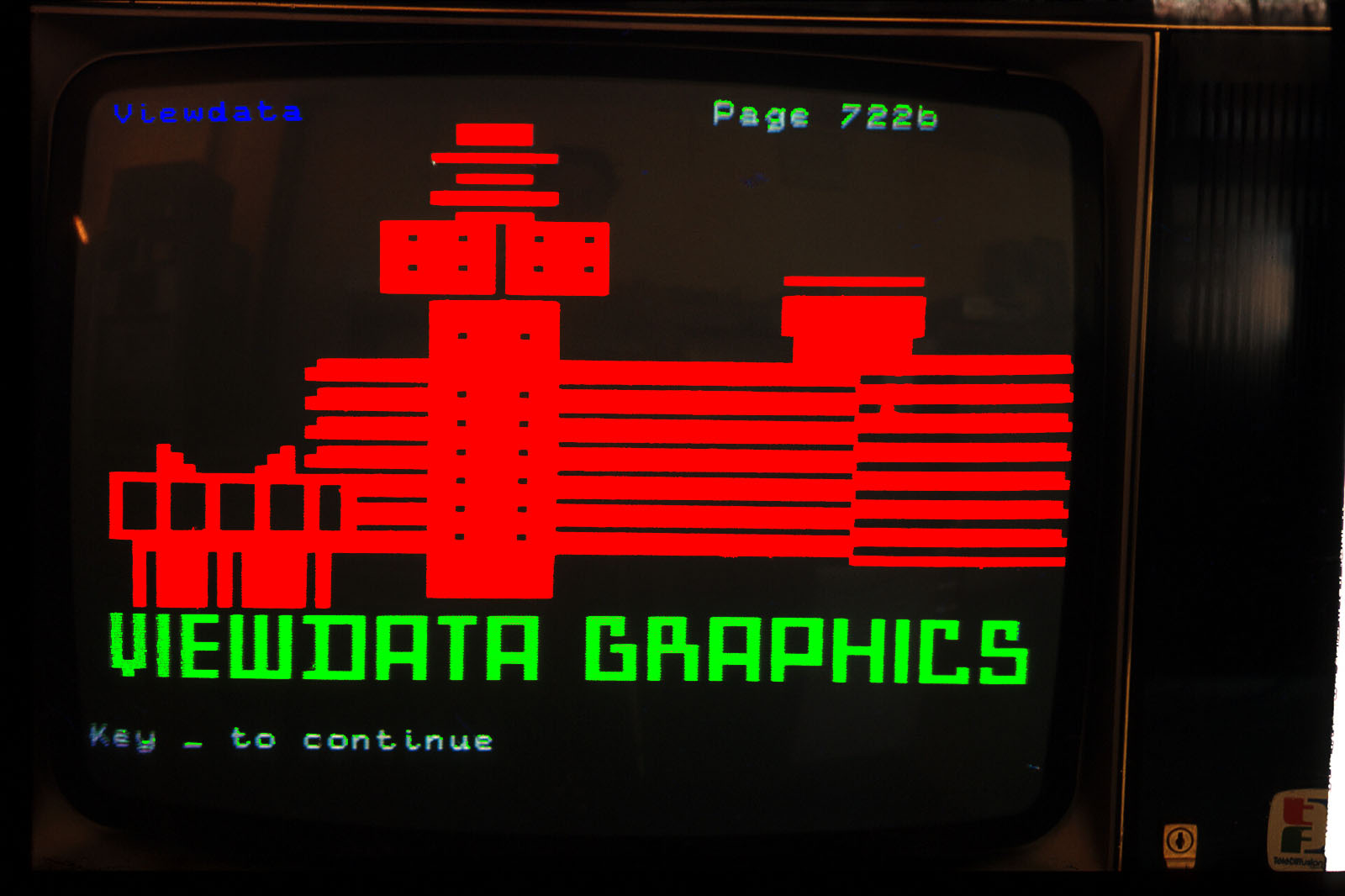
Pantalla de ejemplo de videotex que muestra sus capacidades gráficas, 1978. Al igual que en el teletexto, se pueden usar caracteres gráficos predefinidos de ancho fijo en varios colores para crear una imagen.

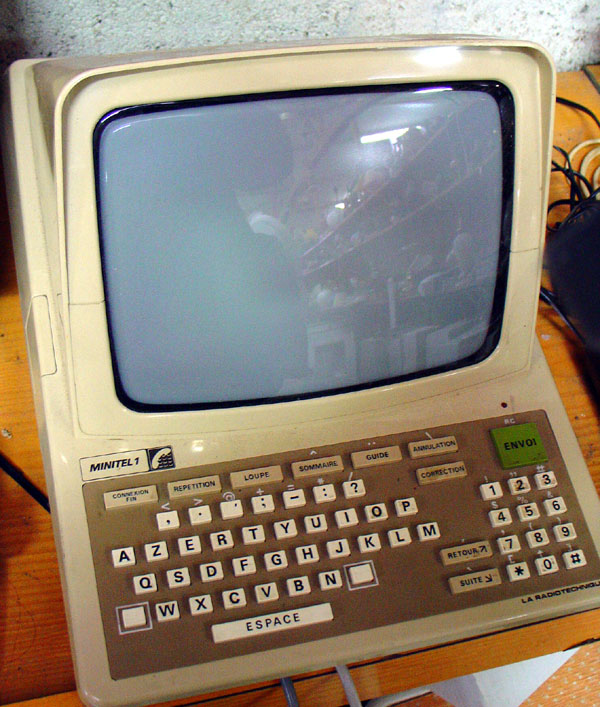
Minitel fue quizás el servicio de videotex de mayor éxito en todo el mundo, utilizando este terminal, alrededor de 1982.

El videotex, en España comercializado por Telefónica como Ibertex, se define como una aplicación interactiva que permite difundir, a través de una red de telecomunicación, información de forma paginada suministrada por un sistema informático y visualizada sobre un terminal y una línea telefónica.
El decodificador, que es el software característico de las aplicaciones de videotex, tiende a presentar la información en páginas también denominadas pantallas, las cuales se transmiten o reciben en bloque. Cada pantalla suele contener un menú de opciones cuya selección controla las siguientes operaciones a realizar. Una limitación importante de la actual generación de terminales es la baja velocidad de la conexión de éstos a la línea telefónica, de aproximadamente 1200 bits por segundo.
En España fue sustituido por InfoVía.

## Antecedentes y expectativas

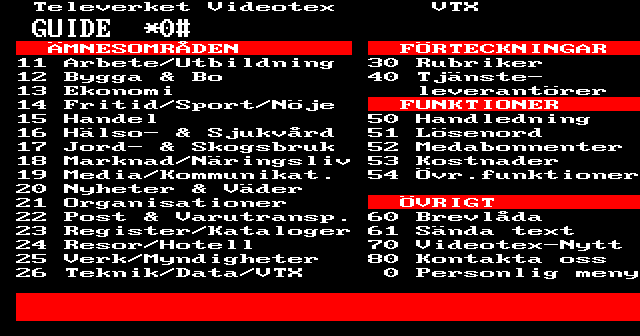
Página de inicio de Swedish Videotex

Haciendo un poco de historia, el videotex nació en los años 70 en el Reino Unido, con el objetivo inicial de suministrar información general, concebida para el ocio o de utilidad para la vida diaria, convirtiendo en medios informáticos equipos totalmente integrados en la vida familiar, como son el teléfono y el televisor.
Estados Unidos también quiso participar de esta experiencia. A principios de los años 80, difundió el videotex por varias de sus tiendas. No obstante, no cumplió las expectativas esperadas. Apenas generó ventas.
En Francia, el videotex comenzó a utilizarse en 1983 y se ofrecía a través del sistema telefónico France Télécom. Los usuarios lo utilizaban para acceder a las informaciones de los directorios públicos y para establecer comunicaciones interpersonales. En 1980, en la localidad bretona de Saint-Malo, se regalaron 55 videotex a modo de experimento. En 
1983, el Minitel (denominación que recibió en este país) se extendía a lo largo de todo el territorio. Se calcula que en 1993 había más de seis millones de terminales en Francia.
Algunos de los periódicos franceses que utilizaron este aparato electrónico fueron el diario Dernières Nouvelles d'Alsace y el periódico Libération. En 1989 Libération ofertaba 27 servicios a través del Minitel. Esos servicios se distribuían en varios mercados: servicio de noticias, juegos, educación, astrología y anuncios.
En la actualidad, los contenidos informativos iniciales del videotex se han ampliado considerablemente, orientándose a sectores profesionales y abarcando poco a poco áreas que eran patrimonio de las bases de datos tradicionales.

### En España
Las primeras pruebas realizadas en España con este sistema fueron un tanto dudosas.
Videotex se usó con norma Prestel en los mundiales de 1982 y en las elecciones autonómicas de 1983, lo que desencadenó una transformación para adoptar la norma más avanzada de las promovidas por la Comunidad Europea: la CEPT1, derivada de la
BTX alemana. Otro de los cambios introducidos fue la adaptación para su uso con redes de conmutación de paquetes Iberpac como vehículo de transporte de los datos.
Videotex tiene una orientación económica característica en la cual el usuario se conecta sin ningún requerimiento, facturando los servicios que dependen entre otros factores del tiempo mediante el teléfono.
En España, el servicio telemático videotex, prestado por Telefónica a partir del año 1990, recibe el nombre comercial de Ibertex, al que se puede acceder a través de una línea telefónica mediante un terminal específico o un ordenador personal con el módem adecuado. La red de telecomunicación empleada para la transmisión de información desde los centros servidores hasta el terminal del usuario es la Red Ibertex, que al combinar la Red Telefónica Básica (RTB) y la Red Iberpac (red pública de transmisión de datos), ofrece la cobertura nacional de la primera y las más avanzadas prestaciones en transmisión de datos y tarificación independiente de la distancia, características de la segunda.
Estas redes son los dos soportes de telecomunicación del servicio Ibertex. La Red Telefónica Básica (RTB), mediante la cual los terminales acceden a la Red Iberpac por medio del Centro de Acceso Ibertex (CAI), y esta Red Iberpac, que proporciona los medios necesarios para la comunicación entre el CAI y los centros servidores, a través de la red de conmutación de paquetes Iberpac X-25.
El servicio Ibertex permite el acceso a un gran número de bases de datos ubicadas en los centros servidores y consultar información sobre temas diversos, efectuar operaciones transaccionales como compras y pedidos, reservas de viajes y plazas hoteleras, operaciones bancarias, etc., mediante una simple llamada telefónica, conectando el ordenador o terminal a la línea telefónica de igual forma a como se conecta el teléfono convencional.
Videotex es un servicio que se prevé llegará a tener un uso muy extendido con la RDSI
ya que es como un acceso interactivo a bases de datos remotas para una persona con un terminal. En Francia, donde ha dependido de Minitel de France Telecom, han empezado a ser suprimidos tanto los directorios telefónicos como la información facilitada por operadora (dicha operación ha dado lugar a una gran reducción de costes) mediante el suministro de pequeños terminales a cada uno de los abonados para acceder al directorio telefónico. El directorio telefónico es sólo una pequeña muestra de la aplicación del videotex. Entre otras posibles aplicaciones ofrecidas
por el sistema de videotex básico se podrían mencionar: las reservas en líneas aéreas, hoteles, teatros y restaurantes, así como la realización de operaciones bancarias.

## Componentes del sistema videotex
El funcionamiento del sistema videotex precisa de cuatro elementos. En ocasiones cuando el acceso al servicio se realiza mediante PC estas partes son emuladas con software específico consiguiendo de este modo dichos componentes esenciales: 
- Terminal videotex
- Módem-decodificador
- Red de transmisión de datos
- Centro servidor

## Formas básicas de acceder a un terminal videotex
En primer lugar debe ser mencionado que el uso estándar en España de un terminal
específico videotex mediante la red perteneciente a Telefónica, Ibertex, posibilita la
utilización del servicio conocido como 031 y la posterior marcación del *27102511840#.
Otro de los métodos posteriormente desarrollados es el acceso a través de un PC provisto
de un software para la emulación de un terminal junto con un módem que cumpla la
normativa dispuesta por el estándar de Telefónica CCITT V23 (1200/75). Estos servicios
estarán a disposición y serán permanentemente actualizados por CODEFOC con el fin de
que el usuario pueda disponer de ellos las 24 horas del día.

## Características
El videotex presenta unas características básicas: el ser accesible desde cualquier terminal conectado a la RTB, el ser un servicio abierto de carácter permanente e interactivo, cuya utilización no precisa de una contratación previa con Telefónica (tan sólo cuando se quiera acceder a servicios internacionales remunerados, para lo que se requiere un IUI -Identificativo de Usuario Ibertex-), la facilidad de utilización mediante búsqueda interactiva guiada por menús, la presentación de la información en forma gráfica, visualmente atractiva y estructurada en páginas, la tarificación reducida e independiente de la distancia, estableciéndose el coste de la llamada en función de su duración y dependiendo del nivel por el que se accede a la información, y la normalización de la interfaz del usuario.

## Problemas existentes
Videotex es un sistema lento. La información obtenida es estática, y ha quedado obsoleto con relación a los avances que se dan en la tecnología informática, manifestados sobre todo en los ordenadores personales. Asimismo, la carencia de capacidad y fiabilidad de la red de centros de acceso así como la falta de interés de los posibles usuarios,
proveedores de información y fabricantes de terminales si se comparan con los franceses
o los de los principales países representantes de estas tecnologías es otro inconveniente
a señalar.
La tecnología de ordenadores personales no es tomada en cuenta por la normativa
videotex. El principal motivo radica en el elevado precio que presentaban los
componentes (memorias y procesadores) en la época en la que se desarrolló y no se
preveía la enorme difusión que podría llegar a tener en un futuro no muy lejano. Para
solucionar el problema se tomó la decisión de dotar al ordenador de un pequeño
dispositivo y un programa que le permitiera comunicarse con el mundo videotex.
Por lo que respecta a la actitud que debe presentar un usuario a la hora de usar este
servicio, el sistema videotex impone una actitud activa en cuanto a que es el propio
usuario quien debe servirse de la información que desea.
Finalmente es necesaria una normalización de teclados y funciones que hagan
transparente los comandos normalizados al usuario. Asimismo también es necesaria una
guía de servicios de videotex, actualizada y fácil de usar, y con sistemas de consulta en caso
de duda a disposición de los usuarios, muchos de los cuales desconocerán las
tecnologías que se supone han de manejar.

## Ventajas del sistema videotex
Respecto a la simplificación del uso. Los sistemas quiosco, que no precisan de un abono
especial ni de la identificación del usuario, y que pueden facturarse con el teléfono, son
una solución ideal ya adoptada en España. Todos estos puntos son básicos para que el
sistema videotex se perciba como un servicio integrado, y no como una serie de
aportaciones individuales.
El videotex tiene una serie de ventajas que se resumen en su inmediatez, rapidez y comodidad en la consulta. Además, el videotex tiene la ventaja de ser bidireccional, es decir, no es un medio de comunicación exclusivamente unidireccional como la televisión o la radio, sino que el usuario puede decir lo que quiere, puede opinar.
La disponibilidad y estabilidad de la red que pretenden cumplir las expectativas de los
usuarios con una fiabilidad elevada constituye un medio barato de comunicaciones para
socializar la informática, por ello es una necesidad inherente de interconexión
internacional entre las distintas redes.

## El videotex y los usuarios
Los usuarios que tuvieron sus primeros contactos con el videotex sintieron que el sistema estaba destinado a una información seleccionada más que como medio de comunicación. Esto se produce porque en el videotex es el propio usuario quien tiene que buscar la información, en contraposición con la radio o la televisión, en que simplemente consume la información que se le transmite. 
Aunque tiene un manejo sencillo, la desventaja es que implica la compresión de un lenguaje teleinformático y esto puede producir un rechazo por parte de los usuarios que no tengan estos conocimientos. Otra desventaja es que para poder utilizarlo había que tener un aparato específico para ello en casa. Por tanto en España sufrió un gran fracaso.